# Chiesa di San Francesco (Agnone)
La chiesa parrocchiale di San Francesco è la chiesa maggiore della città di Agnone. Essa ospita l'Ordine dei frati minori conventuali nel convento attiguo, nonché il "Museo del libro permanente", contenente importanti incunaboli e manoscritti medievali.

## Storia e descrizione
L'architettura originale della chiesa era tipicamente gotica, come l'interno, trasformato in maniera barocca. La facciata è molto semplice, costituita da un rosone altrettanto modesto. Elemento architettonico di rilievo è l'antico portale a sesto acuto. Un'enorme cupola circolare, con tetto dipinto di verde smeraldo, sovrasta la cattedrale, affiancata dal massiccio campanile quadratico scandito in tre livelli, l'ultimo dei quali arricchito da un orologio per ogni lato, e da una gabbia in ferro battuto contenente le campanelle che suonano l'orario.
L'interno è a navata unica, con un soffitto a cassettoni in legno, raffiguranti scene del Nuovo Testamento. L'altare, dedicato a san Francesco d'Assisi, ospita una copia del Crocifisso di San Damiano.
All'interno della chiesa vi è anche parte del convento, trasformato oggi in un lungo chiostro quadratico, e in un piccolo piazzale con una fontana in pietra. Il resto del convento ospita il Museo del libro permanente.